# Glamour à mort
 (juillet 2020).
Si vous disposez d'ouvrages ou d'articles de référence ou si vous connaissez des sites web de qualité traitant du thème abordé ici, merci de compléter l'article en donnant les références utiles à sa vérifiabilité et en les liant à la section « Notes et références ».
Albums de Arielle Dombasle
C'est si bon
(2006) Diva latina
(2011)
Singles
1. Extraterrestre
Sortie : 2009

Glamour à mort! est le cinquième album studio de l'actrice et chanteuse de pop lyrique Arielle Dombasle. Il est sorti le 27 avril 2009.

## Influences et esthétique
Pour cet album, la chanteuse s'est offert les services de Philippe Katerine qui signe la plupart des paroles et musiques, et de Gonzales, qui réalise les arrangements, et de Renaud Letang, qui coréalise l'album et fait quelques mixes.  Ce mariage n'a rien d'innocent, en effet Arielle Dombasle a une image de diva excentrique, Philippe Katerine est de son côté particulièrement connu, depuis l'album Robots après tout, pour ses textes et costumes de scènes délirants. Quant à Gonzales, qui avait assuré les arrangements de l'album de Katerine, il n'est pas en reste en tant qu'initiateur de "Cabaret-dada" ou de recordman mondial de la durée d'un concert (27 heures, 3 minutes et 44 secondes). Renaud Letang est, lui, un collaborateur régulier de Gonzales depuis Robots après tout.
Le clip d'Extraterrestre est également découpé sous la forme d'une bande dessinée : on y retrouve des cases, dans lequel les éléments peuvent être mobiles, et un perpétuel balancement entre des portraits dessinés et des images filmées des trois créateurs. Plus encore, on y retrouve un scénario typique du genre du super héros : Arielle est touchée par une comète et devient Super Arielle, elle vole alors jusqu'à un château ou un super-vilain (Gonzales) dirige une étrange machine dont Philippe Katerine est prisonnier. À la suite d'un combat Gonzales est détruit et Katerine libéré. Tout le long du clip des onomatopées éclatent sur l'écran sous divers formes et couleurs. Ce scénario oscille entre parodie et hommage d'un genre explosif devenu extrêmement codifié et convenu. Cet aspect grotesque est constant dans les chansons, que ce soit par le ton employé par la chanteuse ou la présentation générale de l'ensemble (pochette très kitch, site internet sur lequel on peut jouer pour des baisers d'Arielle, etc.) et donne aux chansons, pourtant variées, des traits communs et une cohérence certaine à l'ensemble.

## Listes des chansons
L'album contient 12 chansons.
1. Monseigneur (Katerine / Katerine - Gonzales)
2. Glamour à mort (Katerine / Katerine - Gonzales)
3. En Saint Laurent (Katerine / Katerine - Gonzales)
4. À la Neandertal (Katerine / Katerine - Gonzales)
5. Extraterrestre en duo avec Katerine (Katerine / Katerine - Gonzales)
6. Petit chaton (Katerine / Katerine - Gonzales)
7. Poney rose (Katerine - Marjane Satrapi / Katerine - Gonzales)
8. Saint-Sébastien en duo avec Katerine (Katerine / Katerine - Gonzales)
9. Rue Saint-Benoît (Katerine / Katerine - Gonzales)
10. El Santo en duo avec Katerine (Katerine - Arielle Dombasle / Gonzales)
11. Seule à seule (Katerine / Katerine - Gonzales)
12. Sor Juana (Katerine / Katerine - Gonzales)